# Dead Wrong
Dead Wrong er en amerikansk sang af The Notorious B.I.G. fra hans tredje album Born Again . På sangen medvirker rapperen Eminem og den blev udgivet som en single i 2000. Da den blev udgivet kommercielt, blev meget af teksten censureret og mange fans stillede spørgsmålstegn ved hvorfor sangen blev udgivet som en single. Det er et remix af den originale produceret af Easy Mo Bee. Den originale version blev udgivet på Mister Cee's Best of Biggie 10th Anniversary Mixtape, hvor Biggie rapper et alternativt 2. vers uden Eminem.
2 linjer blev klippet fra slutningen af B.I.G.'s 2. vers på grund af hans død.De var: "I'm hard, Jehovah said I'm barred from the pearly gates/Fuck him, I didn't wanna go to heaven anyway."

## Musikvideo
Videoen havde stor lighed med 2Pac's hit "Changes", der også blev udgivet i 1999, da den indeholder klip af Biggie, der optræder live, i interviews, clips fra hans musikvideoer og viser billeder af ham. Eminem's vers blev klippet ud .

## Udgivelseo

### 12 inch
Side A
1. Dead Wrong (Radio Mix) (3:52)
2. Dead Wrong (Instrumental) (3:52)

Side B
1. Dead Wrong (Club Mix) (3:52)
2. Dead Wrong (Instrumental) (3:52)